# 1. Admiralitätsinsel (Sankt Petersburg)
Die 1. Admiralitätsinsel (russisch 1-й Адмиралтейский остров 1-j Admiralteiski ostrow, wiss. Transliteration 1-j Admiraltejskij ostrov) ist eine Flussinsel in der russischen Stadt Sankt Petersburg, die dem Stadtbezirk Zentralny zugeordnet ist. Sie wird im Norden durch die Newa, im Westen durch den Winterkanal, im Süden durch die Moika und im Osten durch den Schwanenkanal begrenzt. Auf der Insel befinden sich u. a. das Eremitage-Theater, das Marsfeld und der Marmorpalast.
Zwei Brücken verbinden die Insel mit der benachbarten Sommergarteninsel, die beiden Brücken 1. Gartenbrücke und 2. Gartenbrücke verbinden die Insel mit der Erlöserinsel, die Große Marstallbrücke führt über die Moika zur Kasaninsel und drei Brücken sind zur 2. Admiralitätsinsel geschlagen worden.

## Entstehungsgeschichte
Das historische Zentrum von Sankt Petersburg liegt zwischen den Flüssen Newa und Fontanka. In diesem Gebiet lagen vor der Stadtgründung im Jahr 1703 ursprünglich zwei Inseln. Die Insel zwischen Newa und Moika ist auf schwedischen Karten von 1676 und 1682 mit dem Namen Usadisa (finnisch Usadissa-Saari ‚Usadissa-Insel‘) bezeichnet. Die Insel zwischen der Moika und der Fontanka nannten die Schweden finnisch Peryka-Saari ‚Perkay-Insel‘.
Die Insel entstand künstlich, als in den Jahren 1711–1719 die Newa mit der Moika durch den Schwanenkanal und den Winterkanal verbunden wurde.